# Бойронская школа

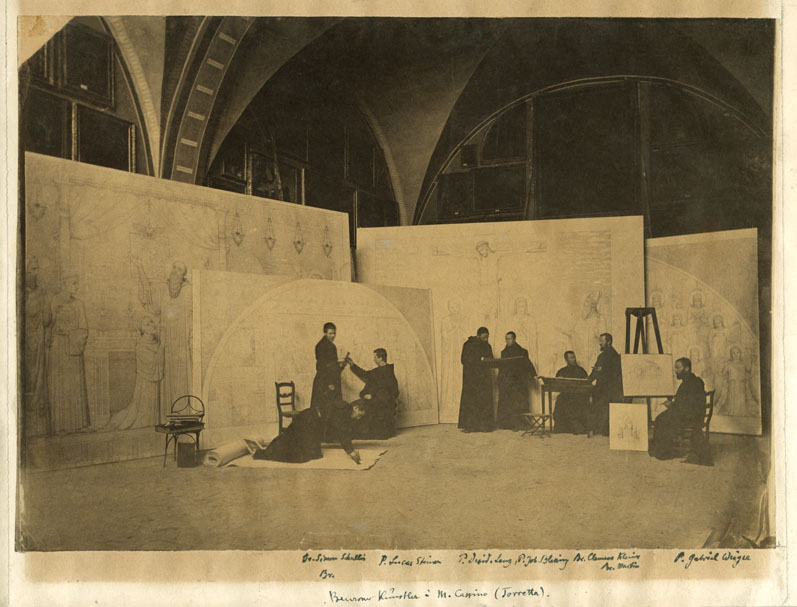
Художники Бойронской школы в Монтекассино, 1878 год

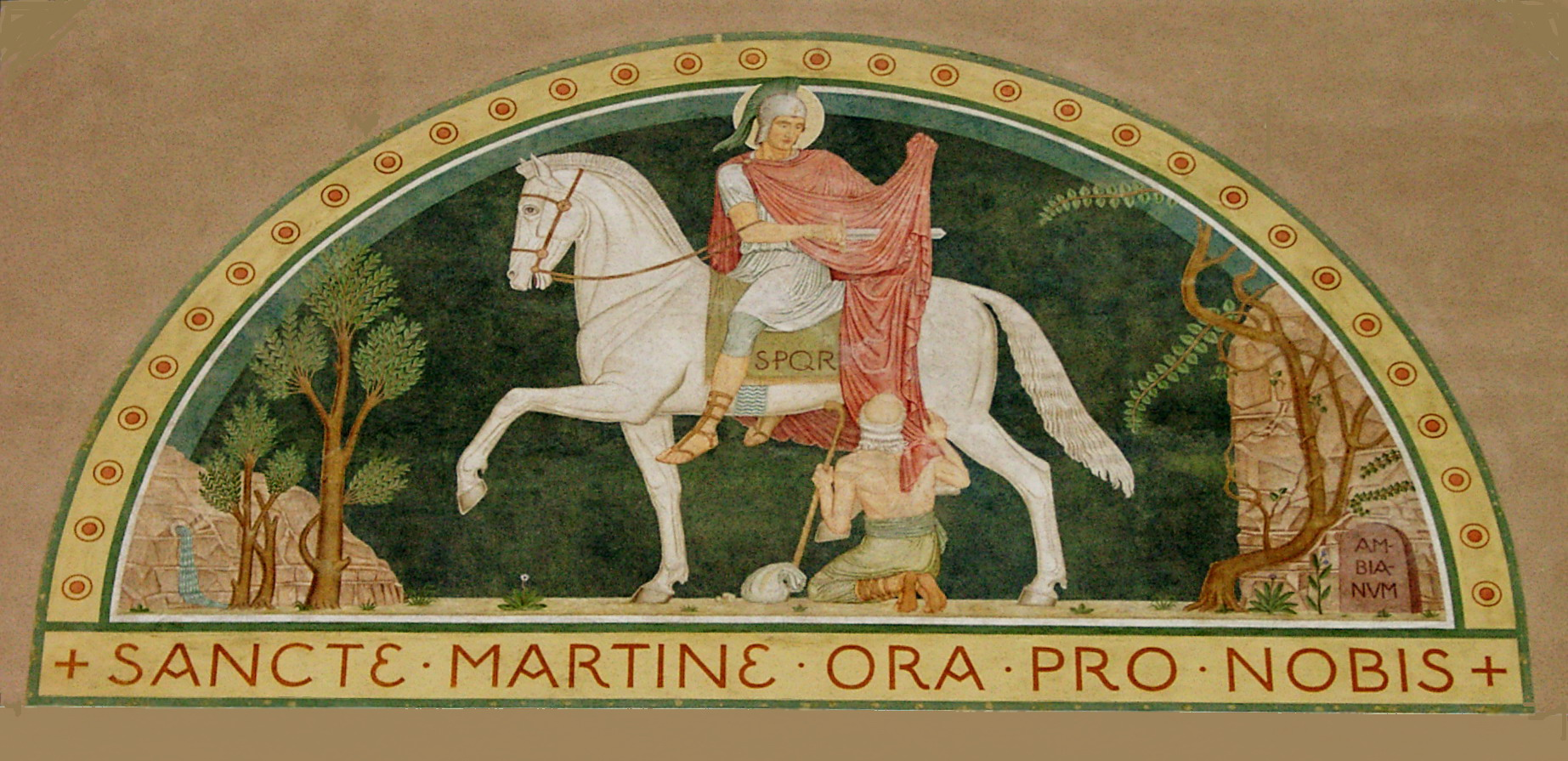
Фреска св. Мартина в Бойроне

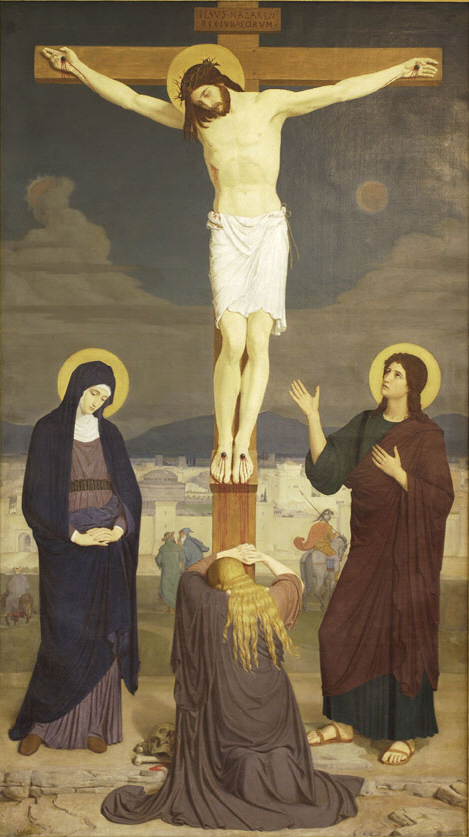
Габриель Вюгер, «Распятие», 1868

Бойронская школа, также Бойронская художественная школа (нем. Beuroner Schule) — организованная группа художников, образовавшаяся при Бойронском аббатстве близ города Зигмарингена в южной Германии, в 1868 году с целью реформирования и обновления католического церковного искусства. В значительной мере школа ориентировалась на ранние образцы христианского искусства — египетские коптские и византийские. В значительной степени в своих попытках оживить традиции христианского искусства и создать новые религиозные живопись, скульптуру и архитектуру они опирались на творчество назарейцев.

## История
Основателями Бойронской школы были бенедиктинские братья, патер Дезидерий (Петер) Ленц — художник, скульптор и архитектор, аббат Маурус Вольтер, а также патер Габриель (Якоб) Вюгер и патер Лукас (Фридолин) Штейнер. Дезидерий Ленц получил от княгини Катерины фон Гогенцоллерн-Зигмаринген заказ на строительство капеллы св. Мавра в Бойроне и для его выполнения в 1868—1870 годах привлёк к работам своих друзей и единомышленников. В результате все трое вступили в Бойронское аббатство. Также втроём они работают в 1874—1879 годах над росписью помещений в старейшем бенедиктинском монастыре, в Монтекассино. Другим выдающимся произведением этих церковных художников было создание капеллы Прощения (Gnadenkapelle) в Бойроне, уже при участии также патера Паулуса Кребса. Художественные картины, созданные этими мастерами, сохранились также на стенах зданий в Бойроне — например, многочисленные изображения ангелов на территории построек монастырского двора. Также одна из картин находится на «доме Шефера», напротив монастырского двора — кисти Карла Каспара (1910 год), одного из крупнейших представителей сакрального искусства первой половины XX века.
Согласно исследованиям немецких историков-искусствоведов, например, Губерта Кринза (Тюбингенский университет), изыскания и работы Бойронской школы не нашли заслуженного признания в католических церковных кругах. Процесс отказа от него начался ещё около 100 лет назад, и многие произведения были впоследствии заменены на созданные позднее подобные им в стиле модернизированного барокко.
Среди прочих представителей Бойронской школы следует назвать Виллиброрда Яна Веркаде (1868—1946), принадлежавшего также к художественному направлению наби. Он познакомился с Дезидерием Ленцем в Праге, во время работ по украшению там собора св. Гавриила. Позднее традиции Бойронской школы продолжил своими работами брат Ноткер Беккер (1883—1978).
В 1890 году филиал Бойронской художественной школы был открыт в бельгийском аббатстве Маредсуа.
Значительное количество проектов школы не были использованы и сохранились в эскизах — в собраниях в Германии, Австрии, Чехии, США и в других странах.

## Постройки
- Капелла церкви аббатства в Бойроне
- Капелла св. Мавра в Бойроне
- Бенедиктинский монастырь в Монтекассино
- Аббатство Эммаус в Праге
- Бенедиктинскитй монастырь св Гавриила в Праге
- Церковь Сердца Иисусова в Месскирхе (1875)
- Аббатство св. Хильдегард в Рюдесгейме-ам-Рейн
- Замковая капелла Рекельвитц близ Каменца (1883—1885)
- Бойронская капелла в Теплице (1888—1889)
- Замковая капелла Гауссиг близ Баутцена (1894—1895)
- Аббатство Маредсуа, Бельгия.

## Галерея

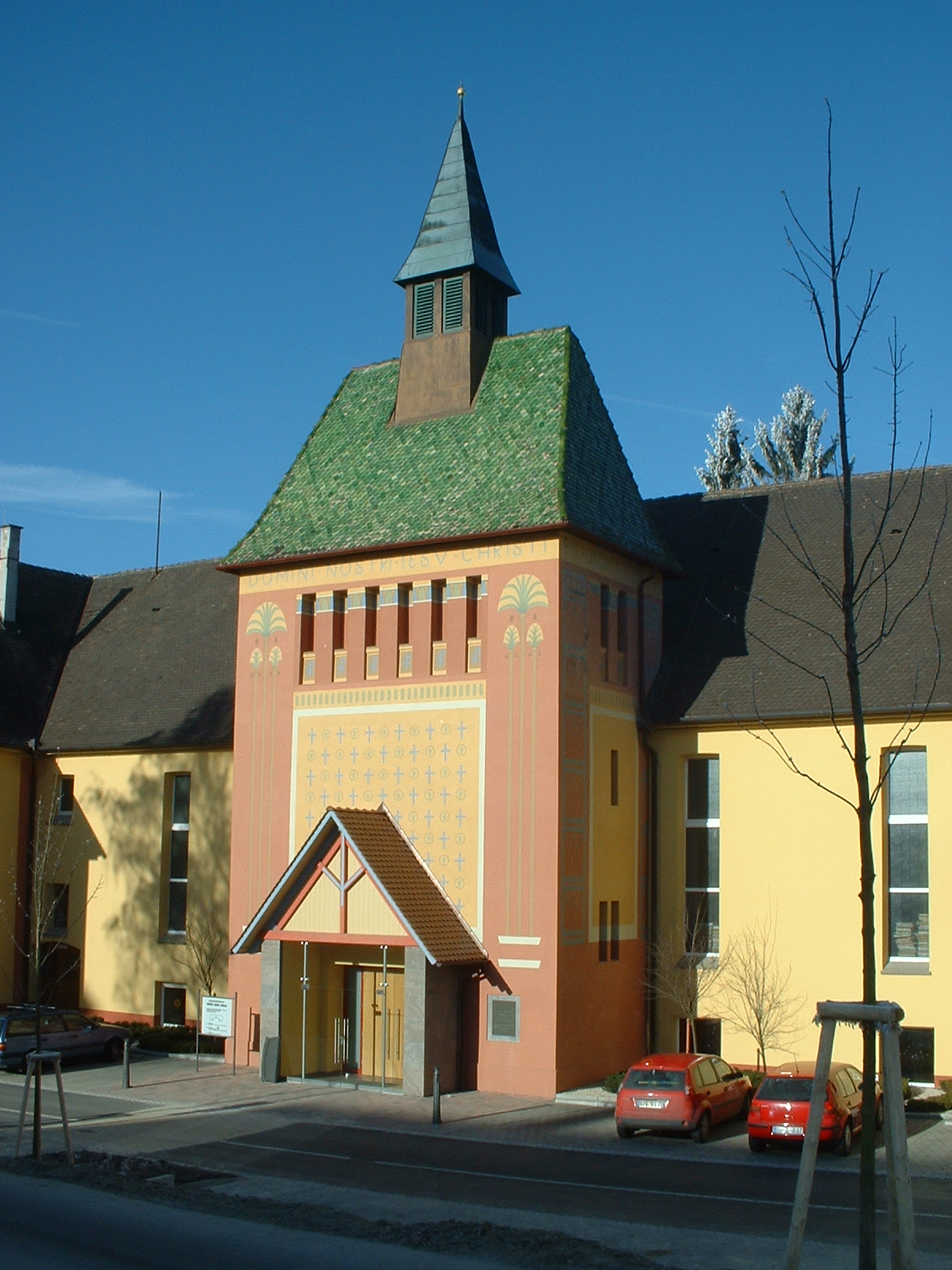
Церковь Сердца Иисуса (постр. 1875)
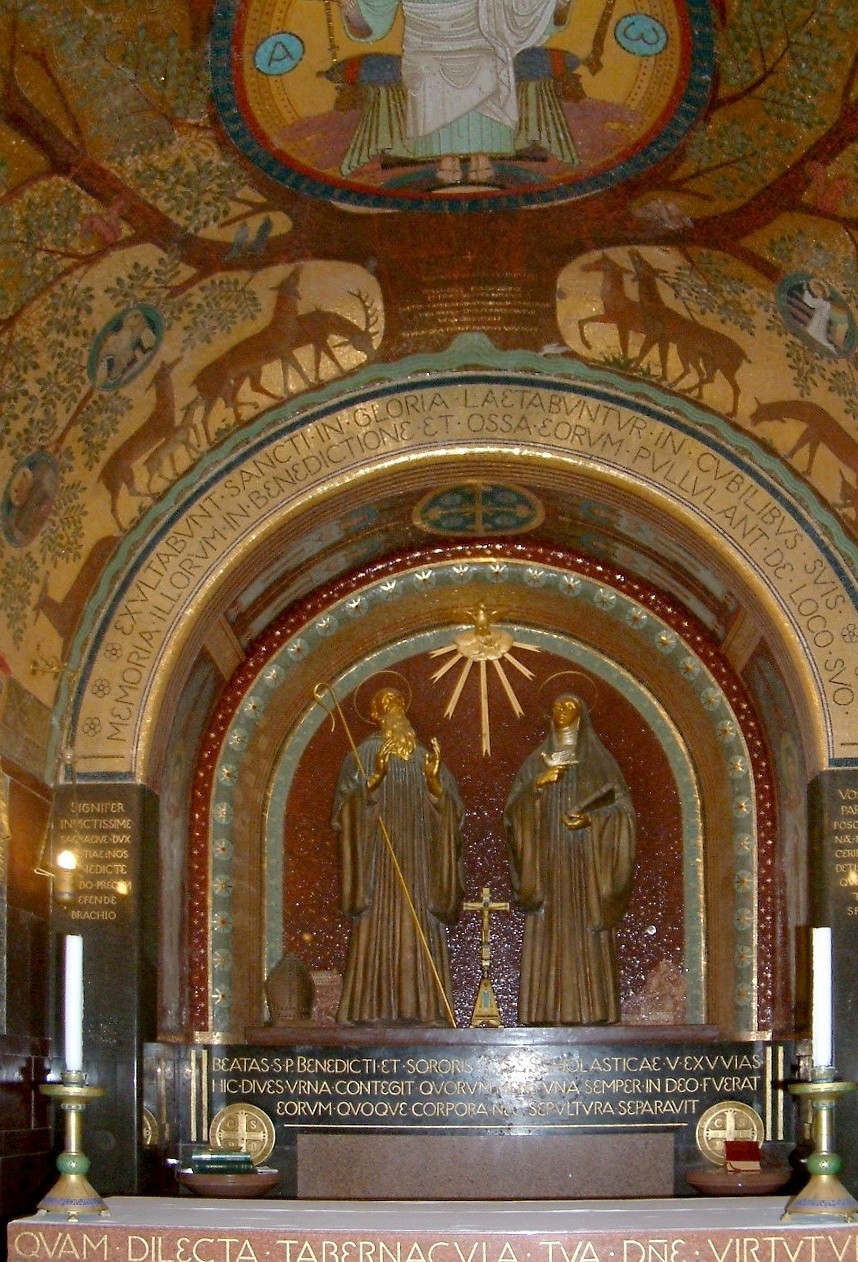
Крипта в Монтекассино
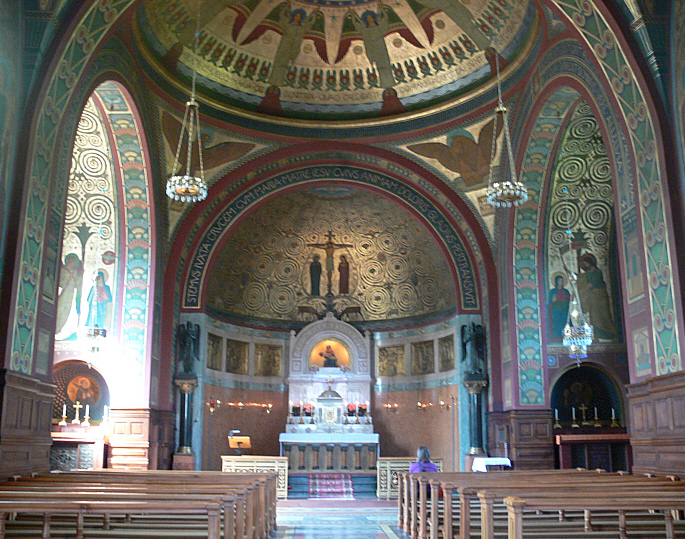
Капелла Прощения (у северной стороны церкви Бойронского аббатства)
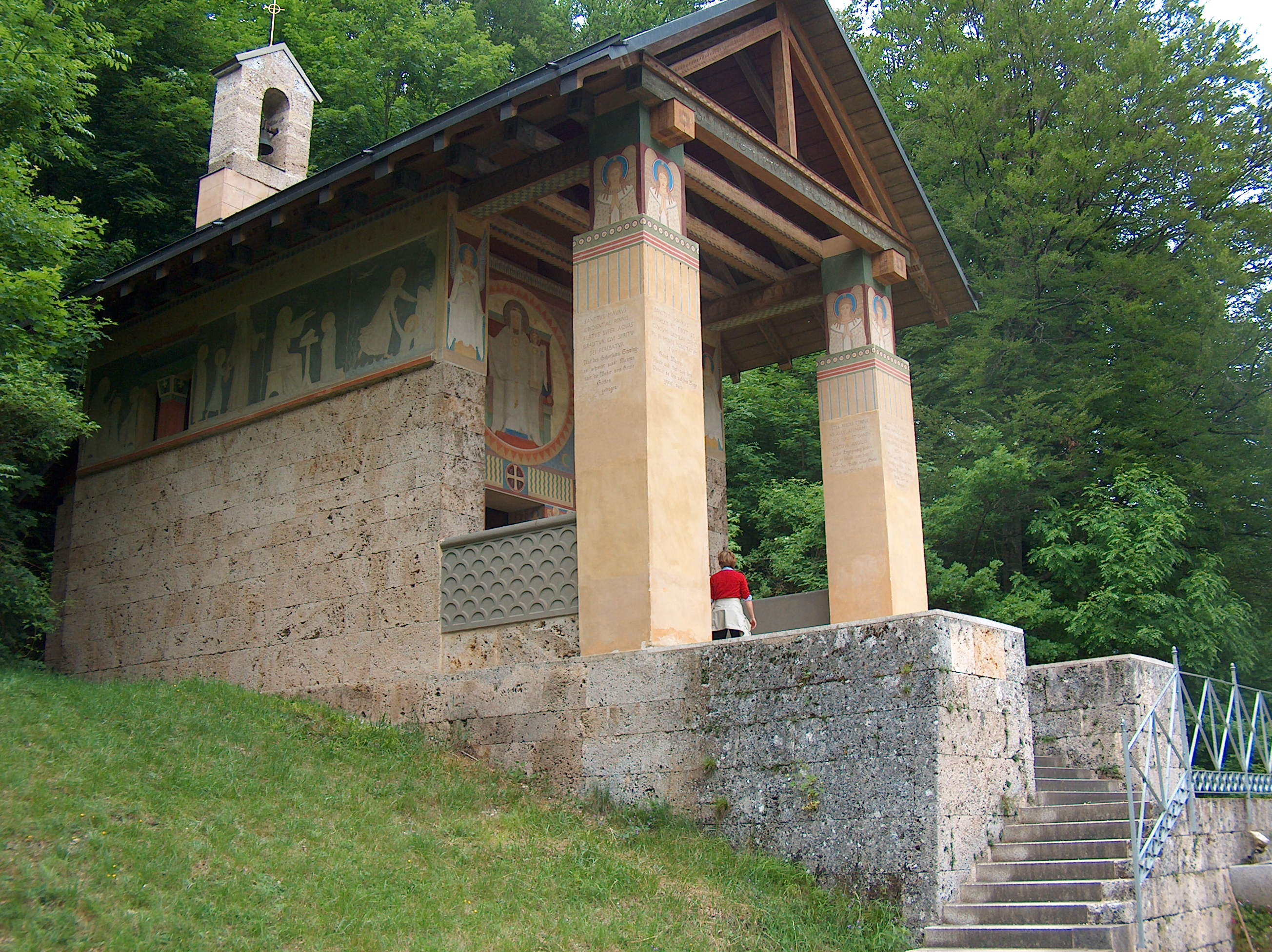
Капелла св. Мавра в Бойроне
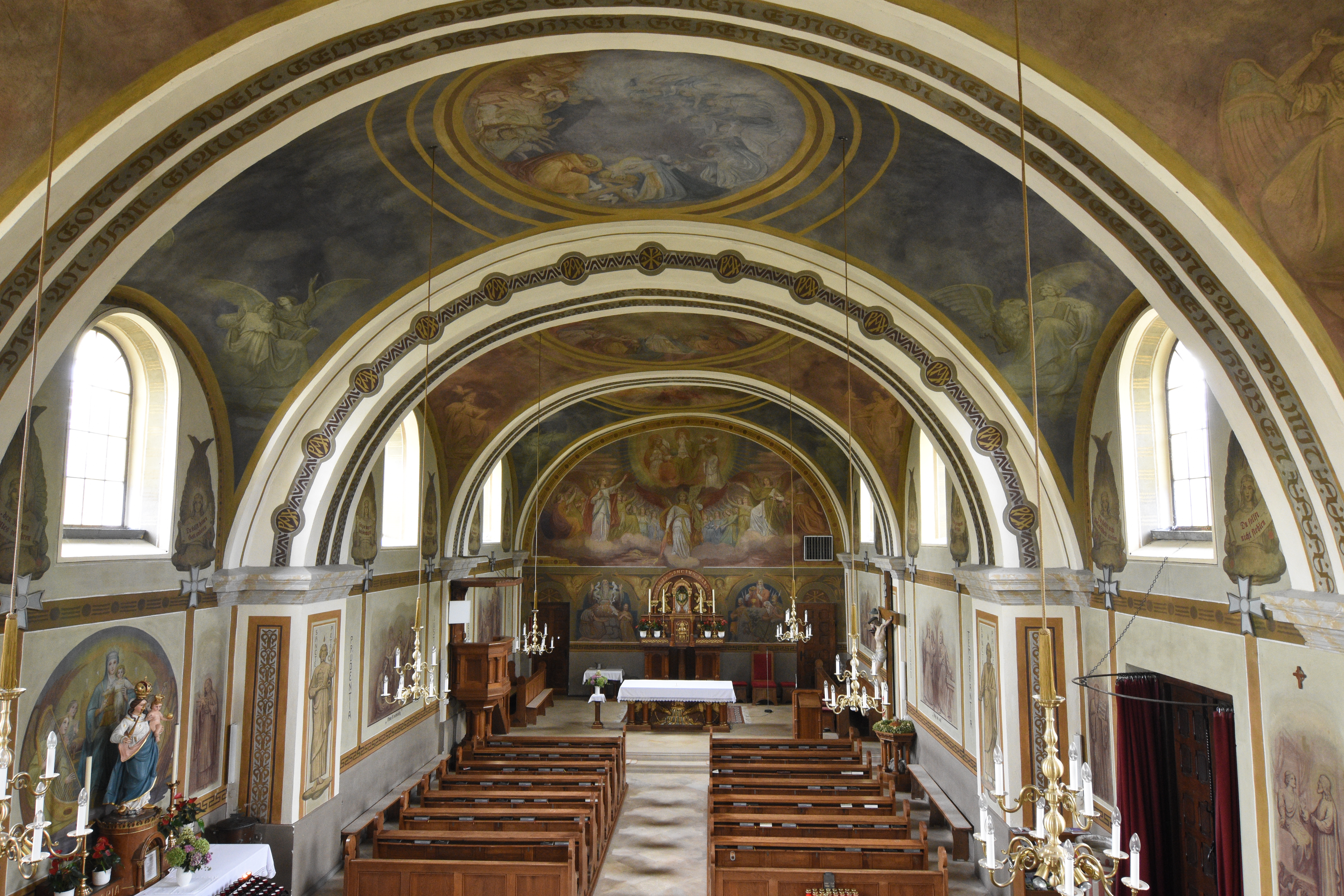
Внутр. часть приходской церкви св. Михаила в Бургенланде (Австрия)
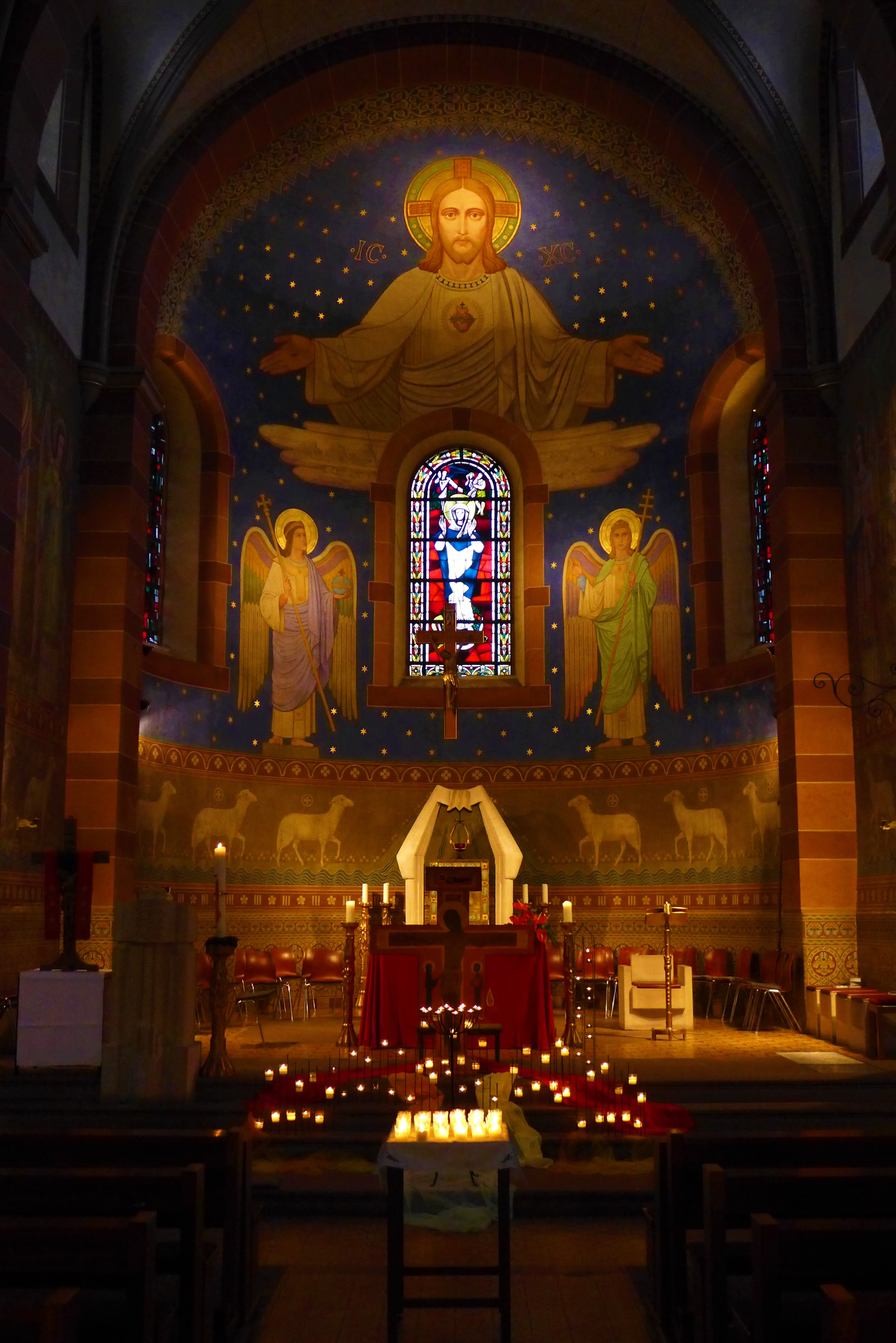
Картина «Иисус Христос Пантократор», Санкт-Ремигиус, Близен, Санкт-Вендель